# Archidiocèse de Calcutta
L archidiocèse de Calcutta (ou, suivant la nouvelle orthographe Kolkata) est une circonscription ecclésiastique de l’Église catholique en Inde. Créé comme vicariat apostolique du Bengale par le pape Grégoire XVI en 1834, il devient archidiocèse lorsque la hiérarchie catholique est érigée dans l’ensemble de l’Inde (1886) par Léon XIII.  Il comprend aujourd’hui la ville de Calcutta et quelques districts aux alentours. 

## Histoire
Quelques communautés catholiques existent près de l’église de Bandel (à Hooghly, possession portugaise au nord de Calcutta) à la fin du XVIe siècle.
Une première chapelle catholique existe à Calcutta en 1700. En 1834 les catholiques de la ville qui se développe rapidement envoient une pétition au Pape Grégoire XVI demandant aide pastorale et l’envoi de missionnaires. Le vicariat apostolique du Bengale est alors créé et confié aux Jésuites, d’abord anglais et ensuite belges (1864).
En 1886 la hiérarchie catholique est érigée sur l’ensemble des Indes britanniques : Calcutta est fait archidiocèse métropolitain.  Le vicariat apostolique devient archidiocèse de Calcutta, et son premier archevêque est Paul Goethals. Il couvre alors toute la partie orientale des Indes britanniques, y compris ce qui est aujourd’hui le Bangladesh et la Myanmar.
Au cours du XXe siècle l’archidiocèse est fréquemment divisé et sub-divisé. Il a donné naissance aux archidiocèses de Ranchi, Guwahati et Patna, en Inde, Dhaka au Bangladesh et Yangon (Rangoon) au Myanmar.

## Suffragants
La province métropolitaine de Calcutta (Kolkata) couvre aujourd’hui l’ensemble de l’état du Bengale Occidental avec le Sikkim et le Bhoutan (tous deux dans le diocèse de Darjeeling). Les diocèses suffragants sont : Asansol (en), Bagdogra (en), Baruipur, Darjeeling, Jalpaiguri (en), Krishnagar (en), et Raiganj.

## Vicaires apostoliques et archevêques de Calcutta

### Vicaires apostoliques du Bengale

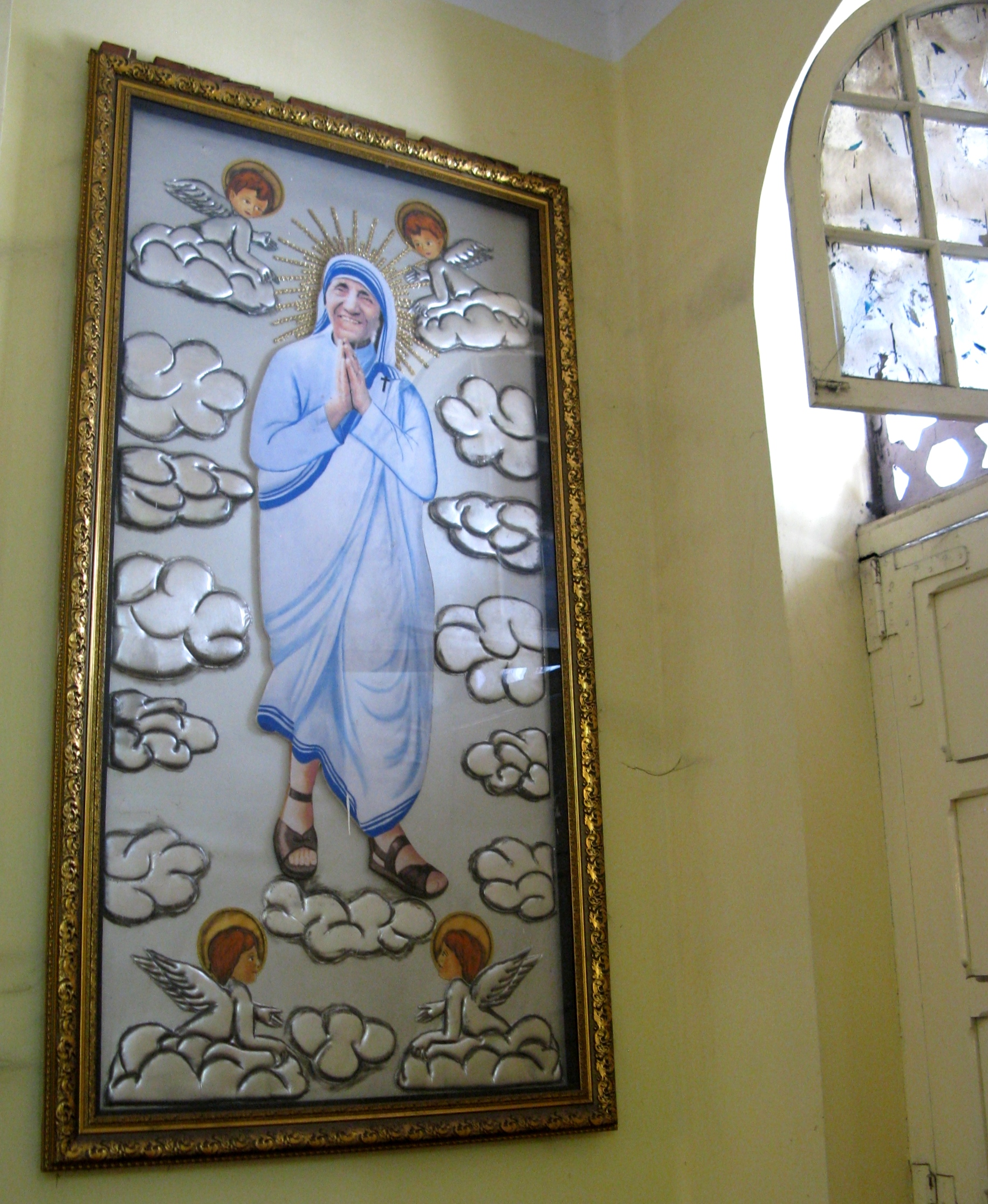
Tableau représentant sainte Mère Teresa à la cathédrale du Très-Saint-Rosaire de Calcutta.

- 1834-1838 : Robert Saint-Leger, jésuite
- 1838-1840 : Jean-Louis Taberd MEP
- 1842-1855 : Patrick Joseph Carew
- 1855-1859 : T. Olliffe
- 1858-1864 : Auguste Goiran (Administrateur)
- 1864-1865 : Auguste Van Heule, jésuite
- 1865-1867 : Honoré van der Stuyft (Administrateur), jésuite
- 1867-1877 : Walter Steins, jésuite
- 1877-1886 : Paul Goethals, jésuite

### Archevêques de Calcutta
- 1886-1901 : Paul Goethals, jésuite
- 1902-1924 : Brice Meuleman, jésuite
- 1924-1960 : Ferdinand Perier, jésuite
- 1960-1962 : Vivian Anthony Dyer
- 1962-1969 : Albert Vincent D'Souza
- 1969-1986 : Lawrence Trevor Picachy, jésuite, créé cardinal en 1976.
- 1986-2002 : Henry Sebastian D'Souza
- 2002-2012 : Lucas Sirkar, salésien
- 2012-     : Thomas D'Souza